# Пейка
Пейка (или още скамейка) е вид мебел, приспособление за сядане на няколко души, традиционно изработвана от дърво и представляваща дървен плот върху подпори. Понякога се изработва от камък, метал, пластмаса или други синтетични материали. Голяма част от пейките имат облегалки за гърба и ръцете.
Местата, които най-често се асоциират с тях, са градините и парковете.
В България, в малките градчета и села, обикновено се слагат или до входната врата, или в двора, а в редки случаи и в лятната кухня.
С пейки са обзаведени и всички чакални, като тези на летища и железопътни гари. Всички църкви предлагат скамейки за сядане. Във фитнес залите някои уреди са снабдени с тапицирани скамейки. Големите студентски аудитории също се състоят основно от дълги скамейки.

## Често използвани изрази
- подсъдима скамейка – мястото в съдебна зала, предназначено за подсъдимия, изразът може да има и преносен смисъл
- резервна скамейка – това е скамейката при спортни състезания, на която сядат резервните състезатели, този израз също може да има преносно значение
- ученическа скамейка – израз, означаващ времето на ученическите години
- студентска скамейка – израз, означаващ времето на студентските години

- галерия на различни видове пейки
- Църковни пейки
- Крайбрежни пейки
- Каменна пейка
- Метална скамейка